# Station Stourbridge Junction
Stourbridge Junction is een spoorwegstation van National Rail in Stourbridge, Dudley in Engeland. Het station is eigendom van Network Rail en wordt beheerd door West Midland Trains. Het station is geopend in 1852.

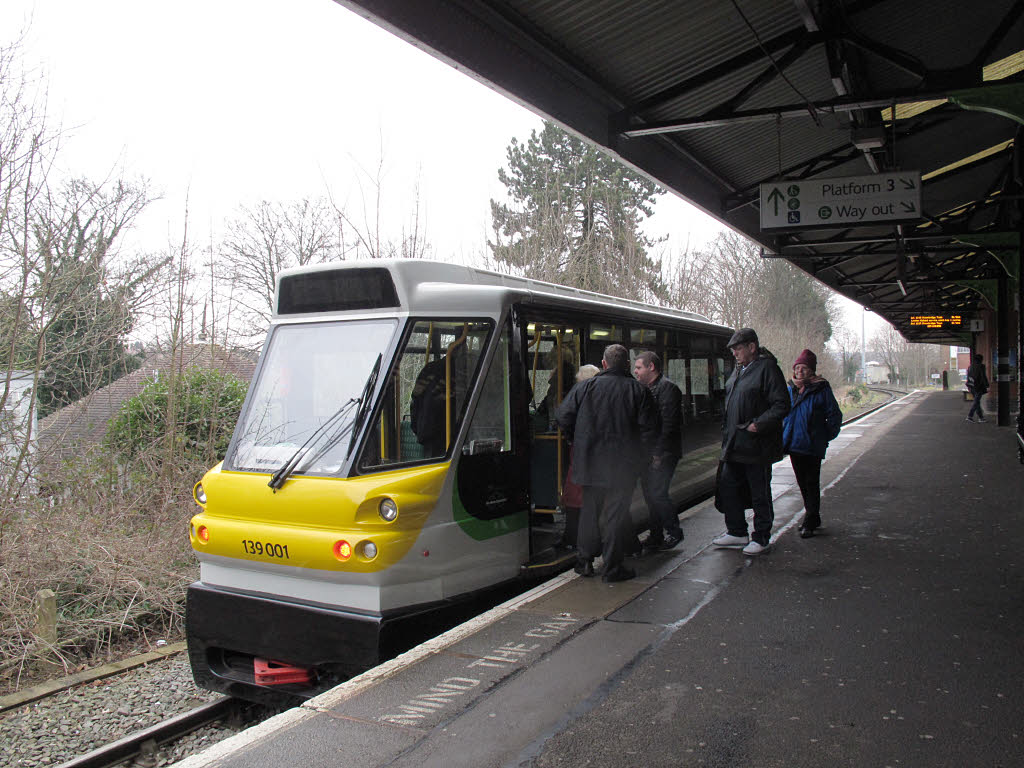
Treinstel class 139 naar Stourbridge Town

Op dit station takt de lijn naar Station Stourbridge Town af, met een lengte van 1,3 km.